# Cíxids
Els cíxids (Cixiidae) són una família d'hemípters auquenorrincs distribuïts a tot el món i que comprèn més de 2.000 espècies de més de 150 gèneres.
Les espècies de Cixiidae solen ser comparativament petites (mida corporal inferior a un centímetre).
Els adults s'alimenten d'herbes, arbustos i / o arbres, alguns d'ells són polífags, mentre que uns altres estan especialitzats en les seves plantes hostes (monòfags). Un parell d'espècies són cavernícoles, alimentant-se d'arrels en les coves volcàniques. Les femelles ocasionalment usen impressionants "cues de cera" produïdes per la cera que produeixen les plaques en la punta del seu abdomen.
Diverses espècies tenen importància econòmica (per exemple, Hyalesthes obsoletus, Haplaxius crudus). Són comuns els paràsits en aquests insectes, causant malalties en els palmells de coco i fullatge, vinya, remolatxa i lliris.